# Valromey-sur-Séran
Valromey-sur-Séran es una comuna nueva francesa situada en el departamento de Ain, de la región de Auvernia-Ródano-Alpes. Su sede está en Belmont-Luthézieu.

## Geografía
Está ubicada en el sureste del departamento, al norte de Belley.

## Historia
Fue creada el 1 de enero de 2019 con la unión de las comunas de Belmont-Luthézieu, Lompnieu, Sutrieu y Vieu, pasando a estar el ayuntamiento en la antigua comuna de Belmont-Luthézieu.